# Hôtel Pervinquière
Pour les articles homonymes, voir Pervinquière.
L'hôtel Pervinquière est un hôtel particulier située au 45, 47, 47bis rue de la République à Fontenay-le-Comte, dans le département de la Vendée.

## Description
Hôtel d'architecture néo-classique construit durant la seconde moitié du XVIIIe siècle pour un notable fontenaisien. Le jardin est accompagné d'un jardin, suivi d'une façade bien ordonnancée sur trois niveaux, qui est marquée au centre par un balcon à balustrade formant auvent. Les allèges du troisième niveau sont ornées de guirlandes de feuilles de chêne.

## Historique
L'hôtel de Pervinquière est construit entre 1775 et 1780, pour Jacques Charlot de la Vergne et son épouse, la dame Jeanneau. Leur lignée, représenté par leur fils Jean-Hilaire, marié à Isabelle-Julie de Pervinquière en 1797, a conféré à cette demeure le nom qu'elle porte encore au XXIe siècle. En 1810, les époux Charlot-Pervinquière ont vendu l'hôtel, leur lieu d'habitat, pour la somme de 29 629 francs, à deux familles, les Théronneau et les Givry, occasionnant ainsi une division en deux propriétés, actée sur le plan d'alignement de 1826. 
L'acte de vente énonce que la construction de l'hôtel a été réalisée par les parents de Jean-Hilaire Charlot, à savoir Jacques Charlot et la dame Jeanneau, qui le firent ériger sur une parcelle appartenant à la dame Charlot. Depuis cette division, la partie orientale n'a subi que peu de modifications. En retour, dans la partie occidentale, l'ajout d’un escalier s'est avéré être utile.
Au début du XXe siècle, la façade principale du bâtiment situé au numéro 45 a été restaurée. Après avoir été transformé en hôtel pour voyageurs, connu sous le nom de « Rouet d’Argent », de 1924 à 1934, des travaux substantiels ont été entrepris à l'intérieur de la propriété : un nouvel escalier a été édifié, une cheminée a été restaurée et des peintures décoratives ont été ajoutées. Une estimation plus précise de la date de construction de l'hôtel pourrait être obtenue grâce à des documents tardifs provenant du fief de Saint-Michel-le-Cloucq, qui semble être uni à la propriété.
Durant la Seconde Guerre mondiale, l'immeuble sert de quartier général au commandant allemand chargé de la région située entre la Loire et la Gironde. Au cours de cette période, plusieurs généraux se sont succédé à sa tête, parmi lesquels figurent le général Stülpnagel et le général Von Rundstedt. Après la guerre, l'édifice est acquis par le maire de la ville, Marceau Bretaud. Ultérieurement, il est cédé en deux portions et demeure temporairement vacant. Depuis, la moitié droite abrite plusieurs habitations tandis que la moitié gauche est désormais une propriété privée.
L'édifice est inscrit au titre des monuments historiques en 1987.